# En berliner familie
En berliner familie er en dansk dokumentarfilm fra 1971 med instruktion og manuskript af Tørk Haxthausen.

## Handling
Wolfgang Schmager og hans families dagligliv i Østberlin. Han er ingeniør med en indtægt lidt over gennemsnittet, og filmen skildrer hans arbejdsplads, hans bolig og hans problemer.